# ستيف هنتر
ستيف هنتر (بالإنجليزية: Steve Hunter)‏ هو موسيقي وعازف قيثارة أمريكي، ولد في 14 يونيو 1948 في ديكادور في الولايات المتحدة.

## وصلات خارجية
- ستيف هنتر على موقع IMDb (الإنجليزية)
- ستيف هنتر على موقع ألو سيني (الفرنسية)
- ستيف هنتر على موقع ميوزك برينز (الإنجليزية)
- ستيف هنتر على موقع أول موفي (الإنجليزية)
- ستيف هنتر على موقع أول ميوزيك (الإنجليزية)
- ستيف هنتر على موقع ديسكوغز (الإنجليزية)
- ستيف هنتر على موقع كينوبويسك (الروسية)
- ستيف هنتر على موقع كينوبويسك (الروسية)